# Église métropolitaine d’art de Jésus-Conducteur
De Église métropolitaine d’art de Jésus-Conducteur was een kerk, in 1892 gesticht door de Franse componist Erik Satie, nadat hij de Rozenkruisersorde van Sâr Joséphin Péladan had verlaten, waarin hij kapelmeester was. Hij bleek het moeilijk te hebben als een discipel van Péladan te worden beschouwd. Ook de Wagneriaanse stijl die Péladan voor zijn Orde en zijn toneelstukken eiste, was te Duits voor Satie.
Hij gaf zichzelf in zijn kerk de titel van Parcier et Maître de Chapelle de l'Eglise métropolitaine d'Art de Jesus Conducteur. Deze titel kan ruwweg worden vertaald als Schaaphoeder en Kapelmeester van de stedelijke kunstkerk van de leider Jezus.

## Werken speciaal door Satie geschreven voor zijn kerk
- Grande Messe de l'Eglise Métropolitaine d'Art